# From Within
From Within è un film horror statunitense del 2008 diretto da Phedon Papamichael. Le riprese si sono svolte nel Maryland nell'autunno del 2007. Il film è stato premiato al Tribeca Film Festival 2008.

## Trama
A Grovetown accadono una serie incredibile di suicidi. Molti abitanti si attaccano alla fede, ma Lindsey e il suo amico Aidan iniziano ad investigare, scoprendo che si nasconde qualcosa di soprannaturale e che lei potrebbe essere la prossima.